# Ascidia fusca
Ascidia fusca är en sjöpungsart som beskrevs av Monniot 1989. Ascidia fusca ingår i släktet Ascidia och familjen Ascidiidae. Inga underarter finns listade.